# Guy Pierre Couleau
 (juillet 2019).
Si vous disposez d'ouvrages ou d'articles de référence ou si vous connaissez des sites web de qualité traitant du thème abordé ici, merci de compléter l'article en donnant les références utiles à sa vérifiabilité et en les liant à la section « Notes et références ».
Guy Pierre Couleau est un comédien et un metteur en scène français né en 1958. Il a été directeur de la Comédie de l'Est, centre dramatique national de Colmar de juillet 2008 à fin 2018. Il est aujourd'hui directeur artistique de la compagnie Des Lumières et Des Ombres.

## Biographie
Guy Pierre Couleau se forme à l'école nationale d’art dramatique de Saint-Germain-en-Laye (1981), puis à la Schola Cantorum de Paris (1983). Il suit des stages d’acteurs auprès de M. Mladenova, I. Dobtchev, Daniel Mesguich, F. Ishimaru, Jean-Louis Jacopin.
Il débute au théâtre comme comédien en 1986, dans des mises en scène de Stéphanie Loïk, Agathe Alexis ou Daniel Mesguich, et joue dans une vingtaine de productions. Il réalise sa première mise en scène au Théâtre de L’Atalante en 1994 : Le Fusil de Chasse de Y. Inoué, puis continue de jouer et de mettre en scène alternativement jusqu’en 1998, date à laquelle il décide de se consacrer uniquement à la mise en scène : Vers les Cieux de Horvath (1995), Netty d’après Anna Seghers (1998), Déjeuner chez Wittgenstein de Thomas Bernhard (1998).
Il est metteur en scène invité du Théâtre National de Lettonie, à Riga, entre 1998 et 2007. Il intervient à l’université de Houston en 2004 pour une masterclass.
En 1999, il met en scène Le Baladin du monde occidental de John M. Synge, dans la traduction de Françoise Morvan, spectacle qui sera joué plus de trois saisons et notamment au Théâtre 13, et qui sera prolongé par La Fontaine aux saints et Les Noces du rétameur dans la même traduction respectant la langue de l'auteur (l'anglo-irlandais pour la première fois transposé en franco-breton).
En 2006, il est artiste associé de la scène nationale de Gap.
Il fonde, en 2000, sa compagnie Des Lumières et Des Ombres, conventionnée par le ministère de la Culture, la DRAC et la région Poitou-Charentes, en résidence à la scène nationale d’Angoulême de septembre 2007 à juillet 2008, qui devient associée au Moulin du Roc, scène nationale de Niort de 2001 à 2006, puis à La Passerelle de Gap et au Théâtre d’Angoulême.
En 2001, Le Sel de la terre, diptyque de Sue Glover et Frank McGuinness, est programmé au festival d'Avignon « IN ».
De 2008 à fin 2018, il est directeur de la Comédie de l'Est, centre dramatique régional d'Alsace à Colmar qui devient centre dramatique national en 2013. En 2019, il reprend ses projets artistiques avec sa compagnie Des Lumières et des Ombres.
En 2018, il est élu président du Syndicat national des metteurs en scène (SNMS).

### Décoration
- 2018 : Chevalier dans l'ordre des Arts et des Lettres

## Carrière

### Comédien
- 1986 : L'Indien cherche le Bronx d'Israël Horovitz, mise en scène Stéphanie Loïk, Théâtre de l'Athénée-Louis-Jouvet
- 1988 : Les Racines de la haine de Niklas Rådström, mise en scène Stéphanie Loïk, Théâtre Artistic Athévains
- 1990 : Naître coupable, naître victime d'après Peter Sichrovsky, mise en scène Stéphanie Loïk, Théâtre de l'Atalante
- 1994 : Les Caprices de Marianne d'Alfred de Musset, mise en scène Thierry Vincent, Théâtre de Nice
- 1994 : Le Retable des damnées de Francisco Nieva, mise en scène Agathe Alexis, Festival d'Avignon
- 1995 : Le Retable des damnées de Francisco Nieva, mise en scène Agathe Alexis, Théâtre national de la Colline, tournée
- 1994 : Boulevard du boulevard de Gaston Portail, mise en scène Daniel Mesguich, La Métaphore, centre dramatique national de Lille
- 1996 : Dom Juan de Molière, mise en scène Daniel Mesguich, Théâtre national de Lille
- 1996 : Hamlet de William Shakespeare, mise en scène Daniel Mesguich, Théâtre national de Lille
- 1996 : Titus Andronicus de William Shakespeare, mise en scène Daniel Mesguich
- 1997 : Hamlet de William Shakespeare, mise en scène Daniel Mesguich, Théâtre de Nice
- 1997 : Dom Juan de Molière, mise en scène Daniel Mesguich, Théâtre de Nice
- 1998 : La Seconde Surprise de l'amour de Marivaux, mise en scène Daniel Mesguich
- 2019 : La Vie de Galilée de Brecht, mise en scène Claudia Stavisky

### Metteur en scène
- 1994 : Le Fusil de chasse de Yasushi Inoue, Théâtre de l'Atalante
- 1994 : Les Trois Mousquetaires d'Alexandre Dumas, Théâtre National de Lettonie à Riga
- 1995 : Vers les cieux d'Ödön von Horváth, Théâtre de l'Atalante
- 1996 : L'Affaire de la rue de Lourcine d'Eugène Labiche, Théâtre national de Lettonie à Riga
- 1998 : Netty d’après Anna Seghers, La Mirande, Festival d'Avignon
- 1998 : Déjeuner chez Wittgenstein de Thomas Bernhard, Théâtre de l'Echange, Pont Scorff, puis La Mirande, Festival d'Avignon, Théâtre du Vieux Saint-Étienne
- 1999 : Le Baladin du monde occidental de John Millington Synge, Lavoir Moderne Parisien, Théâtre 13
- 2001 : Nous les Héros de Jean-Luc Lagarce, Théâtre national de Lettonie, Riga
- 2001 : Le Sel de la terre diptyque de Sue Glover et Frank McGuinness, Festival d'Avignon
- 2001 : Résister, Théâtre Jean Vilar Suresnes
- 2002 : La Forêt d'Alexandre Ostrovski, Théâtre Firmin Gémier
- 2003 : La Chaise de paille de Sue Glover, Théâtre 13
- 2003 : George Dandin de Molière, Nouveau théâtre d'Angers
- 2004 : Les Effroyables, Festival d'Hérisson avec Le Festin
- 2005 : Rêves de Wajdi Mouawad, Théâtre Firmin Gémier
- 2005 : L'Épreuve de Marivaux, La Passerelle, scène nationale de Gap
- 2007 : Tartuffe de Molière, Théâtre national de Lettonie à Riga
- 2007 : Les Justes d’Albert Camus, Théâtre de l'Athénée-Louis-Jouvet
- 2008 : Marilyn en chantée de Sue Glover, La Passerelle, scène nationale de Gap
- 2009 : Les Mains sales de Jean-Paul Sartre, Théâtre de l'Athénée-Louis-Jouvet
- 2010 : La Fontaine aux saints et Les Noces du Rétameur de John Millington Synge, Comédie de l'Est
- 2011 : Hiver de Zinnie Harris, Comédie de l'Est
- 2011 : Le Pont de pierres et la peau d'images de Daniel Danis, Comédie de l'Est
- 2011 : Bluff de Enzo Cormann, Comédie de l'Est
- 2012 : Maître Puntila et son valet Matti de Bertolt Brecht, Comédie de l'Est
- 2013 : Guitou de Fabrice Melquiot, Comédie de l'Est
- 2014 : Désir sous les ormes de Eugène O'Neill, Comédie de l'Est
- 2014 : Les Faux-monnayeurs d'André Gide, opéra de Montépulciano
- 2014 : Don Juan revient de la guerre de Odon Von Horvath, Comédie de l'Est (présenté au festival d’Avignon 2015)
- 2016 : Le Songe d'une nuit d'été de William Shakespeare, théâtre du Peuple de Bussang (tournée nationale)
- 2016/2017 : Amphitryon de Molière, Comédie de l'Est (tournée nationale)
- 2018 : La Conférence des oiseaux, adaptation de Jean-Claude Carrière, création au Printemps des comédiens (Montpellier), re-création à la Comédie de l'Est (tournée nationale, en Suisse et à Monaco[2])
- 2020 : Unité Modèle de Guillaume Corbeil, création au Théâtre de Gascogne, Scènes de Mont-de-Marsan
- 2021: La Tragédie d'Hamlet, création au Théâtre 13

### Prix, nominations
- 2000 : Prix Coup de cœur ADAMI
- 2005 : Nomination au prix Molière-ADAMI
- 2013 : Nomination au palmarès du théâtre 2013